# SC Vorwärts-Wacker 04
Der SC Vorwärts-Wacker von 1904 e. V. ist ein Sportverein aus dem Hamburger Stadtteil Billstedt.

## Geschichte

### Die Gründung des SV Wacker 04
Am 3. August 1904 wurde der Verein SV Wacker von 1904 von Max Zimmermann und seinem Freund Gustav Ortmann gegründet, einer der beiden Ursprungsvereine des heutigen Vereins „SC Vorwärts-Wacker 04“. In den ersten Jahren der Vereinsgeschichte hatten die beiden Gründer mit großen Schwierigkeiten zu kämpfen, denn zu damaliger Zeit war der Fußball für die meisten nur ein roher Sport. Die ersten Wettkämpfe wurden in der Billstraße und in Trauns Garten ausgetragen. Im zweiten Jahr nach der Vereinsgründung zog man zum Grevenweg um. Die Übersiedlung zum Grevenweg brachte eine erhebliche Steigerung der Spielstärke der Mannschaft mit sich.
Im Jahr 1905/06 hatte man bereits vier starke Fußball-Mannschaften, die von den damaligen Gegnern wie Borussia Bahrenfeld, Nordstern, Hohenzollern, Germania und Teutonia wegen ihrer Spielstärke gefürchtet waren.
Die Aufnahme in den Norddeutschen Fußball-Verband 1907 war mit besonderen Schwierigkeiten verknüpft. Doch nach vielen Verhandlungen gelang es schließlich als Mitglied aufgenommen zu werden. Der SV Wacker 04 spielte ab 1908/09 in der zweiten Hamburger Fußballklasse. In der Saison 1913/14 wurde der Verein dort Meister und schaffte somit den Aufstieg in die erste Hamburger Spielklasse.

### Die Gründung des SC Vorwärts Schiffbek von 1913
Im derselben Saison, in der der SV Wacker Meister der 2. Hamburger Spielklasse wurde, wurde der SC Vorwärts gegründet (1913). Heinrich Lüders gründete gemeinsam mit Vincent Havlena am 1. August 1913 den Sportclub „SC Vorwärts Schiffbek von 1913“, einen Verein, dem damals nur Arbeiter der Firma Stahlbau Eggers angehörten. Schon 1914 besaß der Verein drei Mannschaften, und man spielte im Entscheidungsspiel gegen den Hamburger 93 bereits um die Hamburger Meisterschaft. Da das erste Spiel 3:3 endete, musste ein Rückspiel über die Meisterschaft entscheiden, dies blieb jedoch aufgrund des Kriegsbeginns aus.
So wäre man beinahe im ersten Jahr nach der Gründung Hamburger Meister im Arbeiterfußball geworden, doch durch den Kriegsbeginn blieb der erste Vereinstitel verwehrt, und auch der schnelle Aufstieg des SV Wacker war durch den Kriegsbeginn fürs Erste gestoppt, zumal man 1915 aus der 1. Hamburger Spielklasse (A1-Klasse) wieder abstieg, in die man wie bereits erwähnt 1914 aufgestiegen war.

### SV Wacker und SC Vorwärts bis zum Zweiten Weltkrieg
Sowohl auf Seiten von Wacker als auch von Vorwärts waren viele Spieler und Vereinsangehörige während des Krieges verstorben. Anfang der 1920er Jahre hatten beide Vereine im heutigen Billstedt ihre Sportstätte. So kam es, dass fortan große Rivalität zwischen den beiden Vereinen aufkam, wie es unter zwei Nachbar-Vereinen meist der Fall ist.
In den 1920er Jahren spielten die beiden Vereine im Hamburger Fußball wieder eine wichtige Rolle. Vorwärts spielte die ersten drei Jahre der Zwanziger in der Hamburger A-Staffel des Arbeitersport-Kartells und gewann 1922 gegen den Hamburger Verein SC Lorbeer 06, der später (1929 und 1931) zweimal deutscher Meister wurde, mit 3:0. Aber der Arbeitersport-Verein musste 1923 eine große Enttäuschung einstecken, als ihm der Aufstieg verwehrt wurde. Er verließ den Arbeitersport und schloss sich dem DFB bzw. NFV im Bezirk Groß-Hamburg an, der ihn der A-Klasse (2. Liga) zuordnete. 1924 abgestiegen, gelang 1925 der sofortige Wiederaufstieg in die A-Klasse, in der u. a. Wacker 04, R.F.K. und FK Komet bereits spielten. Somit waren die beiden Lokalrivalen seit 1925 in derselben Liga, und der Meistertitel wurde in den folgenden Jahren oft unter den vier oben genannten Teams ausgetragen, und es gab stets spannende Spiele untereinander.
1928, dem Jahr, in dem Vorwärts eine Boxabteilung und eine Handballabteilung gegründet hatte (auch dadurch war man mit über 1000 Mitgliedern, einer der größten 12 im Raum Hamburg), wurden durch eine Kommunalreform die Dörfer Öjendorf, Schiffbek und Kirchsteinbek, zu einer Großgemeinde zusammengeschlossen. Eine Hamburger Zeitung rief die Bevölkerung der Dörfer dazu auf, sich einen Namen für das Gebiet auszudenken. Dabei wurde „Billstedt“ der am meisten gewählte Name. Knapp dahinter kam „Klein Moskau“, da der Osten Hamburgs eher „links“ eingestellt war.
Letzteres ließ nach der NS-Machtübernahme auch den früheren Arbeitersportverein ― inzwischen Vorwärts Billstedt ― unter Verdacht geraten, obwohl er seit zehn Jahren nicht mehr im ATSB war. Im Sommer 1933 wurde Vorwärts von der Polizeidirektion Altona-Wandsbek verboten und aufgelöst, weil Angehörige und Sympathisanten „kommunistischer oder marxistischer Verbände“ unter den Mitgliedern seien. In diesem Fall hatte das Verbot nicht lange Bestand: „Der Vorstand wurde ausgetauscht, im September waren die Billstedter wieder legal“.
Die nächsten Jahre waren sehr erfolgreiche für den SV Wacker. Man war in der Gegend als „Ligatöter“ gefürchtet und 1931 in die starke Oberliga aufgestiegen. Doch unglücklicherweise stieg man bereits zwei Jahre später wieder ab und stieg auch später nicht in die Gauliga auf. Auch Vorwärts war sehr erfolgreich in der folgenden Zeit. Zum Beispiel gewann man 1930 gegen den großen Rivalen SV Wacker den Bille-Pokal (3:2 im Endspiel). Es gab in der Folgezeit auch Spiele, bei denen die Spieler von Vorwärts und Wacker nicht nur gegeneinander, sondern auch miteinander spielten. Am 19. Mai 1931 spielte eine Auswahlmannschaft von Vorwärts und Wacker gegen die starken Oberligisten von Polizei Lübeck. Am Ende gewann man 10:2 (6:0 zur Halbzeit). Seitdem gab es viele Spiele von Auswahlmannschaften der beiden Rivalen gegen andere Teams. Zum Beispiel die Spiele 1934 gegen Altona 93 und dem ehemaligen deutschen Meister Holstein Kiel. Im Spiel gegen Holstein Kiel, das das Einweihungsspiel des Billstedter Stadions (Hein-Klink-Stadion, heute Heimat des SV Billstedt-Horn) war, ging es gegen die Gala-Mannschaft des Altmeisters aus Kiel. Am Ende hieß es dann 4:4, man hatte dem haushohen Favoriten standgehalten.
Im Jahr 1939, inzwischen war Billstedt durch das Groß-Hamburg-Gesetz von Preußen nach Hamburg umgeordnet worden, war das größte sportliche Ereignis in der Vereinsgeschichte des SC Vorwärts: Dieser kleine Verein trat im Tschammer-Pokal (heute DFB-Pokal) gegen Fortuna Düsseldorf an, einen Verein, der damals zur deutschen Spitze gehörte: Es war eine Mannschaft gespickt mit Nationalspielern. Es traten insgesamt 6100 Mannschaften aus ganz Deutschland an, und der kleine Bezirksligist aus Billstedt war weiter gekommen als 6036 andere Vereine. Nun kam der Favorit aus Düsseldorf nach Billstedt. Nach 90 Minuten des Kampfes hieß das Endergebnis 1:3 für Düsseldorf. Die 6000 Zuschauer sahen ein großartiges Spiel, das dem Verein deutschlandweites Ansehen bescherte.

### Zerstörung und Wiederaufbau nach dem Zweiten Weltkrieg
Der Zweite Weltkrieg brachte Zerstörung über die Vereine und ganz Deutschland. Damals verbrannten alle Schriften und Unterlagen des Vereins, und auch das Sportmaterial war restlos zerstört. Nach dem Krieg hatten die Vereine nichts mehr und mussten von vorne anfangen. Im Frühjahr 1946 erreichte Wacker in der A 3-Klasse die Meisterschaft und stieg in die Bezirksliga auf. In der Bezirksliga 1946/47 stand Wacker nach Abschluss der Herbstserie hinter Borussia Harburg auf dem zweiten Platz und konnte Teams wie den Harburger Turnerbund, Komet, Wilhelmsburg 09 und Vorwärts hinter sich lassen. Am Saisonende hatte die Mannschaft den vierten Platz behauptet und stieg so in die neu gegründete Verbandsliga auf.
Auch Vorwärts musste nach dem Krieg wieder von vorne beginnen. Nach einem Jahr schaffte man es, acht Herrenmannschaften und neun Jugendmannschaften aufzustellen. Die Jugendmannschaft wurde 1946 Hamburger Meister. 1946 bauten Vorwärts-Mitglieder den Sportplatz an der Möllner Landstraße wieder auf, und mit diesem neuen Platz kam der unaufhaltsame Aufstieg des Vereins. Man schaffte 1948 den Aufstieg in die 2. Amateurliga (das letzte Saisonspiel der folgenden Saison besuchten 6700 Zuschauer und viele kamen nicht mehr herein, weil das Spiel ausverkauft war) und war aufgrund der damals sehr starken Handballabteilung mit über 1000 Mitgliedern einer der Hamburger Großvereine.

### Vorwärts und Wacker bis 1990
In den folgenden Jahren war die 1. Herren von Vorwärts eher erfolglos: mehrere Versuche scheiterten, den Wiederaufstieg nach dem Abstieg 1950 aus der Amateurliga zu schaffen, und bald folgte auch der Abstieg aus der Verbandsliga. Man schaffte es nicht mehr, gute Spieler zu halten, denn die wurden meist von Oberligavereinen abgeworben, und junge Spieler wurden in die Bundeswehr eingezogen. Aber die Jugendabteilung machte diese Misserfolge wieder wett. Man wurde etliche Male Meister, fast jedes Jahr. Auch die Reservemannschaft spielte überragend: Man wurde 1950/51 Klassenmeister und das mit 59 von 60 erreichbaren Punkten und einem Torverhältnis von 170:41(!). Die Expertenmannschaft schaffte es, in 14 Spielen ein Torverhältnis von 168:7 (!) zu erzielen.
Im Oktober 1960 starb Heinrich Lüders, der Vereinsgründer von Vorwärts. Unterdessen gründete Wacker eine Boxabteilung, eine Tischtennisabteilung und eine Gymnastikabteilung. Besonders die Boxabteilung unter langjähriger Leitung des ehemaligen Vorwärtsboxers Herbert Glabbatz war sehr erfolgreich, u. a. wurden zahlreiche Hamburger Meisterschaften, norddeutsche Meisterschaften und zwei Mal sogar die deutsche Meisterschaft im Juniorenboxen gewonnen. Man hatte mit Wolfgang Störk, der die deutschen Meistertitel errungen hatte, und Erwin Maddaracz zwei Boxer, die in der deutschen Ländermannschaft boxten.

### Der neue gemeinsame Sportplatz
Wegen Baumaßnahmen der Stadt mussten 1967 beide Vereine, auf die für damalige Verhältnisse vorbildliche Sportanlage am Öjendorfer Weg/Jenkelweg umziehen. Einige Zeit nach dem Zusammenschluss 1990 erhielt man von den Behörden einen Zuschuss von 300.000 DM und konnte so das heutige Vereinshaus finanzieren. Am 26. März 2002 wurde das alte Vereinshaus dann abgerissen und am 22. August 2002 der Grundstein gelegt. Am 11. Oktober 2002 war das Vereinshaus fertiggestellt.

### Der Zusammenschluss 1990
Schon in den 1960ern kamen Überlegungen auf, die beiden Vereine Vorwärts und Wacker zu vereinen, um endlich aus der fußballerischen Mittelmäßigkeit herauszukommen. Im Jahre 1990 war es dann so weit, die beiden Vereine, die eine Rivalität verband, schlossen sich zusammen: Bernhard Kämper III. (insgesamt fast 10 Jahre Präsident; sieben Jahre Vorwärts und zwei Jahre Vorwärts-Wacker) und Herbert Glabbatz (30 Jahre Präsident von Wacker) setzten sich zusammen und schafften es, die beiden einstigen Rivalen zusammenzubringen. Auf der Generalversammlung in der Gaststätte Kämper am 19. Mai 1990 wurde der Zusammenschluss zum SC Vorwärts-Wacker von 1904 e. V. bei nur wenigen Gegenstimmen und Stimmenthaltungen besiegelt.
Man erreichte durch diesen Zusammenschluss 1992 unter Trainer Freddy Carlsen den Aufstieg in die Verbandsliga, stieg aber sofort wieder ab. 1994 schaffte man erneut den Sprung in die Verbandsliga, 1997 sogar in die Oberliga Hamburg/Schleswig-Holstein, in der sich Vorwärts/Wacker etablieren konnte. In der Saison 2000/01 landete die Mannschaft sogar auf dem siebten Platz, eine Saison später folgte mit einem Aufgebot, das unter anderem die ehemaligen Profis Elard Ostermann, Nils Bahr und Jürgen Degen umfasste und von Ulrich Schulz als Trainer betreut wurde, ein achter Tabellenplatz. Als es in der Saison 2003/04 um die Qualifikation für die künftige Oberliga Nord ging, verpassten die Billstedter als 15. den rettenden achten Platz deutlich. Nach der Saison 2007/08 konnte sich die 1. Mannschaft als Tabellenführer der Landesliga Hansa für die Oberliga Hamburg ab der Saison 2008/09 qualifizieren. Dort stieg man jedoch als Tabellenletzter auf Anhieb wieder ab, so dass der Verein in der Saison 2009/10 wieder in der Landesliga Hansa spielte. Dort wurde die Mannschaft Vizemeister und traf in einem Relegationsspiel um den Aufstieg in die Oberliga am 9. Juni 2010 auf den Vizemeister der Hammonia-Staffel, den SV Rugenbergen. Vorwärts/Wacker verlor dieses Entscheidungsspiel im Elfmeterschießen mit 3:4, nachdem die Partie nach 120 Minuten torlos geendet hatte.
Als Vizemeister der Saison 2010/11 schaffte der Verein schließlich die Rückkehr in die Hamburger Oberliga. Gekrönt wurde die Spielzeit im Mai 2011, als Vorwärts/Wacker durch einen 1:0-Erfolg gegen den Oberligisten Niendorfer TSV erstmals seit 1998 wieder in das Finale um den Hamburger Landespokal einzog, in dem man am 1. Juni 2011 allerdings dem Eimsbütteler TV mit 0:1 unterlag. Nach nur einer Saison stieg der Verein 2012 als Tabellenvorletzter wieder in die Landesliga ab. Fünf Jahre später stieg Vorwärts-Wacker in die Oberliga Hamburg auf, aber 2018 nach nur einem Jahr wieder ab.

### Modernisierung der Sportanlage
Im November 2023 begannen die Bauarbeiten zur Modernisierung der Sportanlage Öjendorfer Weg. Die Baumaßnahme startete auf den beiden südlichen Großspielfeldern. Der Naturrasenplatz soll in einen ganzjährig bespielbaren Kunstrasenplatz umgewandelt werden, während der benachbarte Grandplatz mit 800.000 EUR aus Bundesmitteln ebenfalls in einen Kunstrasenplatz umgestaltet werden soll. Diese Maßnahmen sollen zeitgleich stattfinden, um die Baustellen und den Baustellenverkehr zu minimieren.
In den nächsten Bauabschnitten, die ab Sommer 2024 beginnen sollen, werden zunächst die Nebenanlagen hergerichtet. Anschließend wird der Bau eines neuen Multifunktionsgebäudes sowie die Sanierung des bestehenden Sportfunktionsgebäudes folgen. Ziel des Projekts ist es, Billstedt und Horn als familienfreundliche Stadtteile zu entwickeln und ein vielseitiges Sport- und Freizeitangebot für Jung und Alt zu schaffen. Die Modernisierung der Sportanlage Öjendorfer Weg wird dabei als Meilenstein betrachtet.
Das Modellvorhaben zur Weiterentwicklung der Städtebauförderung „Mitte Machen“ wird vom Bund und der Freien und Hansestadt Hamburg unter dem Dach der Nationalen Städtebauförderung umgesetzt. Ziel ist es, Modernisierungs- und Anpassungsstrategien für einen klimagerechten Umbau, eine Infrastruktur für neue Mobilitätsformen, Nachverdichtung sowie für ein Nebeneinander von Sport, Wohnen, Freizeit und Gewerbe zu entwickeln und zu erproben. Für den Öjendorfer Weg stehen rund 7,5 Millionen EUR zur Verfügung, jeweils zur Hälfte finanziert vom Bund und von Hamburg. Insgesamt ergibt sich ein Gesamtbudget von 8,3 Millionen EUR.

## Fußballabteilung

### Herren
Die 1. Herrenmannschaft von Vorwärts-Wacker spielt nach mehreren Jahren in der Landesliga zur Saison 2024/25 nun wieder in der Hamburger Oberliga. Auch der 2.- und 3. Herrenmannschaft gelang in der letzten Spielzeit der Aufstieg in die Bezirksliga. 

### Jugend
Überregionale Bekanntheit besitzt der Verein vor allem durch seine Jugendmannschaften. Die A-,B- und C-Junioren nehmen regelmäßig an der Regionalliga teil. 
Die A-Junioren gewannen in der Saison 2022/23 den Lotto Pokal, wodurch sie sich zur nächsten Saison für den DFB-Pokal qualifizierten. In der 1. Runde unterlagen sie der SpVgg Greuther Fürth aus der Bundesliga mit 0:6.

## Persönlichkeiten
- Serdar Dursun
- Bernd Gorski
- Kevin Hansen
- Carsten Pröpper
- Fabio Baldé

## Weitere Abteilungen
Neben Fußball bietet der Verein noch Badminton, Boxen, Frauenfußball, Futsal, Gymnastik, Kung Fu, Spielmannszug und Tischtennis an.
Die Spielmannszug-Abteilung erreichte bei den deutschen Meisterschaften jeweils bei der Marsch-, Konzert- und Showwertung eine Silbermedaille. Die erste Herren-Mannschaft im Tischtennis ist 2007 erstmals in die höchste Hamburger Spielklasse, die Hamburg-Liga aufgestiegen. In der Spielzeit 2022/23 spielt die höchste der vier Herren-Mannschaften in der 2. Landesliga. Die einzige Damen-Mannschaft spielte zuletzt in der 1. Landesliga, löste sich aber nach der Spielzeit 2020/21 auf.

### Futsal
Die als Wakka Eagles bekannte Futsal-Mannschaft gehörte im Jahre 2021 zu den Gründungsmitgliedern der Futsal-Bundesliga.